# Грб општине Трговиште
Грб општине користи се у три нивоа – као Основни, Средњи и Велики грб.
Основни грб општине Трговиште има облик штита у којем доминирају црвена боја као симбол храбрости и великодушности и плава која у хералдици означава оданост и истину. Штит је подељен сребрним крстом, који је симбол хришћанства, на четири поља. У горњем десном пољу налази се Црква Пресвете Богородице која датира из 14. века. У горње лево поље које је црвене боје, смештено је оцило као симбол спасења и светлости.  У доњем десном пољу налази се стилизовани цвет крина кога често називају и Богородичиним цветом, а симбол је љубави, чистоте и невиности. Поље доле лево у односу на часни крст је плава површина из које се уздижу монументални облици стенске масе, јединствени на подручју Србије, па и Балкана и Европе, познати под називом „Вражји камен“, а на чијем је самом врху саграђена црква Пресвете Богородице. У дну штита су таласасте линије које у хералдици представљају реке на чијем се ушћу налази варошица Трговиште (Трипушница, Козједолска и Лесничка река) и које су у бојама заставе Србије.
Средњи грб је штит крунисан сребрном бедемском круном без видљивиих мерлона (зуба) који представљају територијалну ознаку која хералдички говори да се ради о териотирјији са мање од 10.000 становника. Штит обавијају са десне стране – грана храста, а са леве плодови боровнице. Конфигурација терена око Трговишта је типично рурално брдско – планинско подручје окружено планинама и висоравнима богато храстовом шумом и погодно за раст боровнице и другог биља. Испод штита је постављена лента на којој је исписан назив општине.
Велики грб Трговишта састоји се од штита који је истоветан као основни грб. Чувари штита су орлови са крилима спремним да полете. Орао представља човека од акције, преокупираног узвишеним циљевима и важним пословима, духовитог, надареног, бистрог расуђивања и разборитог у двосмисленим стварима, какви су и људи из ових крајева. Са десне хералдичке стране је српска застава, а са леве застава Трговишта. Постамент чине шумом обрасле планине (Беле Воде, Дукат, Чупино Брдо, Козјак...) и камене стене (Вражји камен). У подножју штита су храстова грана и грана боровнице које представљају биљне културе којима је овај крај богат. У левом углу постамента представљене су три реке – Трипушница, Козједолска и Лесничка река, од којих настаје река Пчиња. Испод је сребрна лента на којој је исписано име општине.